# Lisván Valdés
Lisván Valdés (L'Avana, 21 gennaio 1988) è un cestista cubano.

## Carriera
Con Cuba ha disputato due edizioni dei Campionati americani (2011, 2015).